# Saint-Michel, Pyrénées-Atlantiques
Saint-Michel (baskiska: Eiheralarre) är en kommun i departementet Pyrénées-Atlantiques i regionen Nouvelle-Aquitaine i sydvästra Frankrike. Kommunen ligger i kantonen Saint-Jean-Pied-de-Port som tillhör arrondissementet Bayonne. År 2022 hade Saint-Michel 288 invånare.

## Befolkningsutveckling
Antalet invånare i kommunen Saint-Michel
| Referens: INSEE |